# 瓦西利斯·波利蒂斯
瓦西利斯·波利蒂斯（Vasilis Politis，1963年5月20日—）是一位希腊哲学家，也是都柏林圣三一学院哲学副教授，致力于柏拉图和亚里士多德研究。  他曾在2009-2010年间于柏林高等研究院、2005年于都柏林圣三一学院任研究员一职，于2009-2016年间亦曾任都柏林圣三一学院柏拉图研究中心主任。

## 著作
- 《柏拉图早期对话录中的提问结构》，CUP 2015
- 《亚里士多德与形而上学，劳特利奇》 2004

### 编著
- 《古代哲学中的疑难传统》 ，与 George Karamanolis 合编，CUP 2016
- 《康德的纯粹理性批判》，Everyman 1993